# Alcuinus van Miltenburg
Jacobus Cornelis ('Alcuinus') van Miltenburg O.F.M. (Harmelen, 14 september 1909 – Hyderabad, 14 maart 1966) was een Nederlands geestelijke en een aartsbisschop van de Rooms-Katholieke Kerk, werkzaam in Pakistan.
Van Miltenburg studeerde aan het missiecollege St. Franciscus Solanus in Sittard. Op 28 augustus 1928 trad hij in bij de orde der Franciscanen, waar hij op 31 maart 1935 priester werd gewijd. Op 23 oktober 1935 vertrok hij als missionaris naar de missie in Karachi (destijds Brits-Indië, tegenwoordig Pakistan). Op 5 april 1943 werd hij benoemd tot missie-overste van Sind en Baluchistan.
Op 20 mei 1948 werd Van Miltenburg benoemd tot bisschop van het bisdom Karachi. Hij was de eerste bisschop van dit bisdom, dat na het onafhankelijk worden van Pakistan was afgesplitst van het aartsbisdom Bombay; zijn bisschopswijding vond plaats op 3 oktober 1948. Toen het bisdom op 15 juli 1950 werd verheven tot aartsbisdom, werd Van Miltenburg ook de eerste aartsbisschop.
Op 7 mei 1958 werd Van Miltenburg benoemd tot bisschop van Hyderabad in Pakistan, met de titel van aartsbisschop ad personam. Ook van dit bisdom was hij de eerste bisschop.
Van Miltenburg nam deel aan het Tweede Vaticaans Concilie.
Alcuinus van Miltenburg overleed in 1966 op 56-jarige leeftijd.